# Химочка, Степан Иванович
Степа́н Ива́нович Хи́мочка (25 декабря 1936, Староказачье, Украина — 30 марта 2020, Реутов, Московская область) — украинский и российский художник, член Союза художников России (с 1980 года). В 1965 году окончил Одесское художественное училище им. М. Б. Грекова, в 1975 году — Киевский художественный институт, преподаватель Т. Н. Яблонская. С 1985 года проживал в городе Химки, Московская область. Работал в области живописи, графики, монументального искусства.

## Биография

### Родители, начало жизни
Степан Иванович Химочка родился 25 декабря 1936 года в селе Казач, жудец Четатя-Албе, Королевство Румыния, теперь село Староказачье, Одесская область, Украина.
Дед Степана Ивановича по отцовской линии — Иван Савович Химочка — был родом из г. Миргород Полтавской области. Он закончил художественную школу при Киево-Печерской лавре. На алтарном кресте под городом Белая Церковь в Киевской области отмечены имена тех, кто принимал участие в росписи церкви — рядом с именем Николая Рериха находится фамилия Ивана Химочки. Позднее он расписывал храмы в Грузии, потом стал моряком. После возвращения на Украину, поселился в Бессарабии, где женился и воспитал сына Ивана.
Отец Степана Ивановича — Иван Иванович Химочка, вместе со своим отцом Иваном Савовичем, расписал много церквей в Бессарабии и занимался в селе Староказачье народной самодеятельностью — руководил оркестром, ставил спектакли, заведовал Домом культуры.
Мать Степана Ивановича — Марфа Ивановна работала в колхозе и была глубоко религиозной женщиной. Во время войны, рискуя своей жизнью и жизнью своих маленьких детей, прятала в подвале еврейскую семью с детьми, которым маленький Степан носил еду. Благодаря Марфе Ивановне эта семья беженцев смогла спастись и выехать в Италию.
Семья Степана Ивановича пережила тяжелые времена войны, коллективизации, послевоенный голод, к счастью, без потерь. Степан был старшим ребёнком в семье, что наложило определённый отпечаток на формирование его характера. Вслед за ним взрослели: сестра Евгения, которая стала учительницей; сестра Галина, которая стала музыкантом; и брат Василий, который тоже стал художником.

### Учёба
Рисовать Степан Иванович начал в четыре года. Он хорошо помнит с детства, как отец с дедом расписывали церкви в Бессарабии под Акерманом (ныне г. Белгород-Днестровский Одесской области). В 1958 году Степан Химочка поступил в Одесское художественное училище имени М. Б. Грекова на живописный факультет, но получив повестку в армию пошел служить. После службы в 1961 году вернулся в училище. На последнем курсе руководством училища было предложено Степану Ивановичу отправиться в село Березовка Николаевской области для организации работы по созданию художественной школы. Проучительствовав год в, созданной им, школе, Степан Иванович вернулся в училище и успешно защитил диплом по специальности «живописец».
После окончания училища Степан Иванович был направлен на работу в Художественный комбинат Акермана, затем перевелся в Одессу.
Поскольку Степан Иванович родился и вырос на украинской земле, это, безусловно, прочитывается в его творчестве. Профессиональный багаж и духовный «капитал» молодого живописца прослеживаются в его пейзажах 60-х годов: «Жевахова гора», «Август», «Дворик». Традиционное для этого Одесского художественного училища внимание к пленэрной живописи, заметное увлечение искусством французских импрессионистов и пристальный интерес к творчеству гениального Ван Гога объясняют и пластические особенности, и высокую для молодого автора культуру цвета в его сложной тональной и фактурной разработке.
В 1966 году в мастерскую Степана Ивановича зашла Татьяна Яблонская. Эта встреча была случайной. Художница високо оценила работы выпускника Грековского училища, назвав его «полностью сформировавшимся художником» и посоветовала поступить в Киевский художественный институт. Степан воспользовался советом мастера и в 1969 году поступил в институт.
Киевский художественный институт стал естественным продолжением не только профессиональной школы, но и становлением индивидуально-личностного своеобразия творчества Степана Химочки. Очевидный колористический дар и направленность его живописных интересов способствовали созданию особо благоприятной почвы для творческого контакта с педагогом Т. Н. Яблонской — выдающимся живописцем, сильной и яркой личностью.
Однако в 1972 году Степан Химочка оставляет живописный факультет и переходит на факультет монументального искусства, по курсу которого и заканчивает институт. Как следует объяснить такой поворот в творческой направленности художника? Работая в монументальном искусстве, он не оставлял станковых форм и жанров. Напротив, один род творчества все время обогащал другой. В этом двуединстве — один из главных источников глубокой внутренней связи. Увлечение импрессионистами сменилось особым интересом к произведениям мастеров раннего итальянского Возрождения Беноццо, Гоццоли, Пизанелло, Паоло Учелло. Со свойственными их искусству предельной точностью стиля, чеканной выразительностью рисунка, остротой ракурсов и ювелирной тщательностью исполнения деталей в соединении с обостренной духовностью и символичностью. То есть тем, что роднило ранний ренессанс с поздней готикой.
Первыми монументальными работами художника стали панно на заводе железобетонных изделий в Киеве, мозаичное панно и роспись во Дворце культуры г. Висунска Николаевской области. Уже в этих работах формируется одна из ведущих тем монументального искусства — человек и природа. Образной доминантой при этом чаще всего является мотив взаимосвязи и взаимообусловленности всего живого. По-разному она развивается в росписях «Энергия» на Чернобыльской атомной электростанции (1978), в росписях «Человек и природа» во Дворце культуры в Николаевской области (1978), в мозаичном панно «Природа» в профилактории г. Тольятти (1983), во фреске «Древо жизни» на станции метро «Минская» Киевского метрополитена (1982), а также в резьбе по камню для гостиницы «Россия» в г. Смоленске (1980). В числе наиболее удавшихся ему монументальных произведений Степан Химочка называет росписи и витражи в кафе «Крещатик» в Киеве. Работа над этими росписями совпала с подготовкой к празднованию тысячелетия принятия христианства на Руси. Роспись воссоздает историю первых русских княжеств Киева как колыбели отечественной государственности.

Особое внимание Степана Химочки привлекло народное искусство, его душевная открытость, проявляющаяся в декоративной красочности, бесхитростной простоте изобразительного языка, за которой часто скрыт унаследованный поколениями глубокий философский, метафорический смысл.
Поиски тем, сюжетов, образов, которые позволили бы выразить идеи общечеловеческого содержания, постоянно связывают творчество Степана Химочки с современностью, со сложностью, а порой и драматичностью её процессов и духовных потребностей общества.
Цельное пластическое выражение народных поэтических образов мы видим в продолжении живописи художника — графических работах, акварелях, чаще всего с использованием гуаши и белил, которые представляют собой натуральные пейзажные этюды. Если живопись открывает зрителю мир творческой фантазии художника, его философских размышлений и эмоциональных реакций, то графика — прямой и непосредственный контакт с природой, переживание различных естественных её состояний, мотивов, настроений. В этих работах зритель имеет дело с самостоятельным разделом его творческой жизни, в котором чувство, глаз, рука художника находят как бы эмоциональный отдых и в то же время непрерывно проходят проверку на верность видения цвета, света, тона.
Если монументальные работы художника имеют эпический строй и характер пластического развития образа, то станковая живопись -принципиально лирический. На первое место выступает декоративная контрастность локальных цветовых отношений, активизируется роль света не только как средства лепки объемной формы и пространственных планов, но и как важнейшего компонента смыслового и эмоционального строения образа, выражения идеи произведения. В его картине «Раздумье» (1986) можно увидеть непосредственную перекличку с народным примитивом в том, как каждый изобразительный элемент, каждый образ наделен определённым метафорическим или аллегорическим смыслом, а в отдельных образных мотивах вызывает какие-то ассоциации с фантастикой Босха, с символикой позднего средневековья; в остальном же художник подкупающе индивидуален и независим. С. Химочка пишет картину «В степи» совершенно иначе. У него складывается свой неожиданный образ. В квадратном формате холста, очень крупным планом — тыквы, рядом с которыми — корзинка и кувшин, видимо, с молоком. Никаких далей, никакого неба, никаких привычных атрибутов степи. Но это действительно степь. Её земля, её цветы, её плоды. Кажется, простой, несколько декоративного характера натюрморт останавливает, заставляет задуматься. Многие картины художника связаны с природой, но почти нет того, что мы привыкли называть «чистым пейзажем». В одних природа — прежде всего среда, в которой живёт человек (например, «Лето» (1982), «Зима» (1986)), в других она выражает эмоциональное содержание бытия человека («Обитель» (1986), «Под осень» (1988), «Спокойствие» (1985)), в иных выступает как символ («Судьбы» (1982), «Мадонна уходящая» (1988)), а порой — в своей особой самосознательности, как, например, в картине «Земное солнце» (1989).
Изображен или нет на картинах С. Химочки человек, присутствует он в них всегда — или зримо, или незримо. Композиции «Судьбы» (1982), «Раздумье» (1986) имеют свой развитой сюжет, конкретные образы, метафорический подтекст. В картинах «Новогодняя ночь» (1986), «Таинство» (1988), «Мадонна уходящая» (1988) человек определяет суть композиции и смысл эмоционального состояния, а в таких, как «Лето» (1982), «Обитель» (1986), «Весна» (1987), — одухотворяет пейзаж, наполняя его проникновенным психологическим содержанием.
По словам художника, найденная им тема или, вернее, рождающийся в его сознании образ, художественная идея овладевают им, как правило, надолго и полностью. Он ими живёт, нередко повторяя и варьируя композиционные и колористические решения до тех пор, пока не придет на смену новый, столь же захвативший его образ. Такая многоплановость художника делает его творчество особенно интересным, рождает многообразие зрительских откликов и, бесспорно, впечатляет.

Основные выставки:
- 1965 г. Одесса-Сегед-Варна
- 1965 г. Республиканская выставка, Киев
- 1991 г. Церковь Власия. Выставочный зал, Киев
- 1991 г. Выставка Союзгалери, Сеул, Корея
- 1992 г. Выставочный зал, Химки
- 1992 г. Выставочный зал, Долгопрудный
- 1992 г. Выставочный зал, Тушино
- 1992 г. Конференц-зал газеты «Известия», Москва
- 1992 г. Выставочный зал на ул. Красноармейской, Киев
- 1993 г. Выставка в галерее «Филлипс», Хьюстон
- 1994 г. Русский салон, Мюнхен
- 1994 г. Университет украинской диаспоры, Мюнхен
- 1994 г. Радио «Свобода», Мюнхен
- 1994 г. Галерея «Мансур», Назарет
- 1994 г. Выставка «Подмосковье», ЦДХ, Москва
- 1994 г. Выставка в галерее Клима Грановского, Сан-Франциско
- 1996 г. Выставка в галерее на Крутицком валу, Москва
- 1998 г. «Золотая кисть», Москва
- 2000 г. «Золотая кисть», Москва
- 2002 г. Выставка «Екатерининская площадь» в отеле «Космос», Москва
- 2004 г. Выставочный зал Министерства культуры Московской области
- 2007 г. Литературный государственный музей, Одесса
- 2009 г. Музей Западного и Восточного искусства, Одесса
- 2009 г. Выставочный зал Министерства культуры Московской области
- 2009 г. Дом-Музей имени Н. К. Рериха, Одесса
- 2012 г. Химкинская картинная галерея имени С. Н. Горшина, Химки
- 2018 г. Участие в выставке, ЦДХ, Москва

## Основные произведения
- Роспись станции метро «Минская», энкаустика, автор и исполнитель , 1982.
- «Строители» — мозаичное панно (Киев);
- «Человек и природа» — роспись фойе Дворца культуры (Николаевская область, Украина);
- «Русь» — витражи и роспись панно в интерьере кафе «Крещатик» (Киев, 1980);
- «Древо жизни» — холодная энкаустика, роспись потолка (530 м²) на станции метро «Минская» (в соавторстве, Киев, 1982);
- «Древо песен» — резьба по камню, интерьер вестибюля гостиницы «Россия» (Смоленск);
- «Жизнь» — мозаичное панно профилактории ВАЗа (Тольятти);
- Роспись фойе — холодная энкаустика, Дворец культуры Чернобыльской АЭС (Припять)

## Семья
- Отец — Химочка, Иван Иванович
- Жена —Химочка (Горовенко)Тамара Михайловна (13.07.1941 — 19.12.2018).
- Брат — Василий Иванович Химочка (28.12.1950 — 14.06.2016) — украинский художник.
- Сын — Химочка Тарас Степанович (Himocica Taras) (род. 23/04/1973)
- Дочь — Решетинская Екатерина Степановна (род. 17.02.1977).
- Дочь — Рудницкая Александра Степановна (род. 21.07.1968).
- Внучка — Решетинская Анна Александровна (род.26.03.1995)
- Внучка — Решетинская Ксения Александровна (род.20.04.2002)
- Внук — Коваль Мартин Дмитриевич (09.07.1980).
- Внук — Рудницкий Андрей Игоревич (16.03.1994)
- Внук — Онищенко-Езута Михаил Сергеевич (род. 28.10.1986).

## Награды
- Почётная грамота Президента Российской Федерации (19 мая 2017 года) — за заслуги в развитии отечественной культуры, искусства и многолетнюю плодотворную деятельность[1]

## Изображения
- Станция метро «Минская»
- Станция метро «Минская»
- Станция метро «Минская»
- «Русь» — роспись панно в интерьере кафе «Крещатик» (Киев, 1980)
- «Русь» — роспись панно в интерьере кафе «Крещатик» (Киев, 1980)